# Château de Ki
Le château de Ki (鬼ノ城, Ki no jō) est un château de type kōgoishi, construit à la fin du VIIe siècle par la cour impériale Yamatodu. Situé au sommet du mont Kijō, dans ce qui est à présent la ville de Sōja dans la préfecture d'Okayama, le château est considéré comme un monument national. Des parties du château ont été reconstruites au début des années 2000.
Le nom du château signifie littéralement « château du démon » (ki est une autre façon d'écrire le caractère correspondant à oni). Selon une légende locale, un démon nommé « Onra » ou « Ura » régnait autrefois sur la province de Kibi à partir du château.

## Histoire

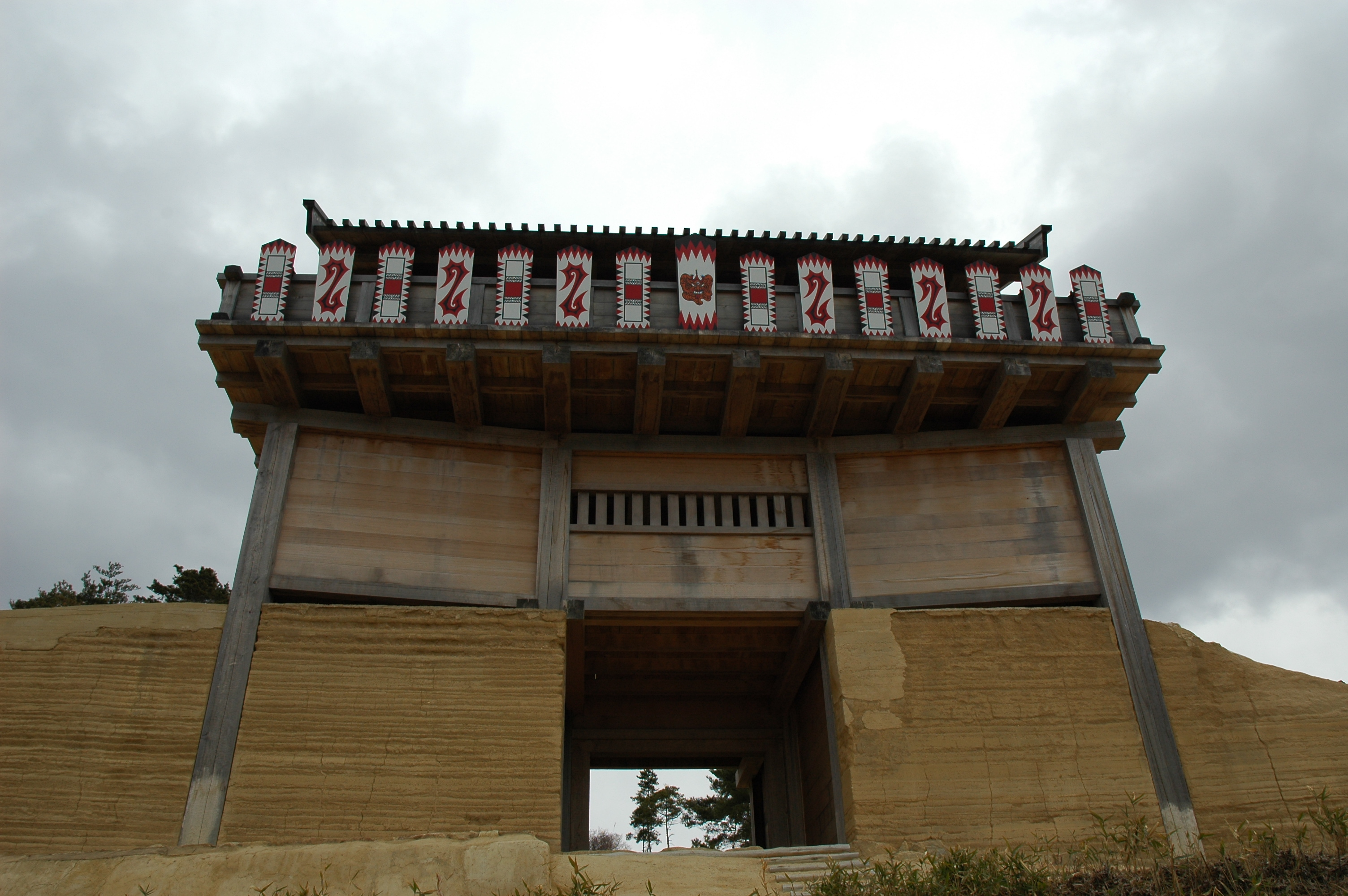
Porte ouest (restaurée).

À la suite de sa défaite pendant la période Yamato à la bataille de Hakusukinoe de 663 par une alliance de la dynastie Tang et du royaume coréen de Silla, l'empereur Tenji ordonna la construction de défenses contre une possible invasion. Selon le Nihonshoki, douze forteresses de montagne de style coréen furent alors construites à l'ouest du Japon, et il semble que le château de Ki soit l'une d'entre elles. L'identification de sites particuliers avec les forteresses construites à cette époque reste un sujet de discussions et la plupart des forteresses de cette période sont classées sous le terme générique de kōgoishi (神籠石).
La forteresse fut érigée au sommet du Kijōyama (鬼城山, lit. « montagne du château de Ki ») et tirait avantage de la topographie et des caractéristiques naturelles comme premières défenses. Son altitude lui assurait l'avantage tactique de l'élévation, et les arbres et autres feuillages, jamais entièrement dégagés, ajoutaient des obstacles supplémentaires aux assaillants. De simples murs de pierres et des ouvrages de terrassement de 2,8 km de périmètre entouraient le site. Il y avait quatre portes dirigées vers les quatre directions cardinales, et une cinquième, surnommée « Porte de l'eau » par laquelle l'eau pouvait être évacuée du fort. À l'intérieur de la forteresse, des restes de certaines constructions ont été trouvés, dont une cheminée, un puits et un entrepôt de victuailles.
Le site a été formellement examiné par des officiels du gouvernement en 1999, et permission a été accordée de commencer les recherches et la reconstruction. Des travaux d'excavation et de restauration ont été menés depuis, en prenant en compte la préservation de l'environnement naturel, sur et autour du site.